# Kostel Panny Marie Na Náměti

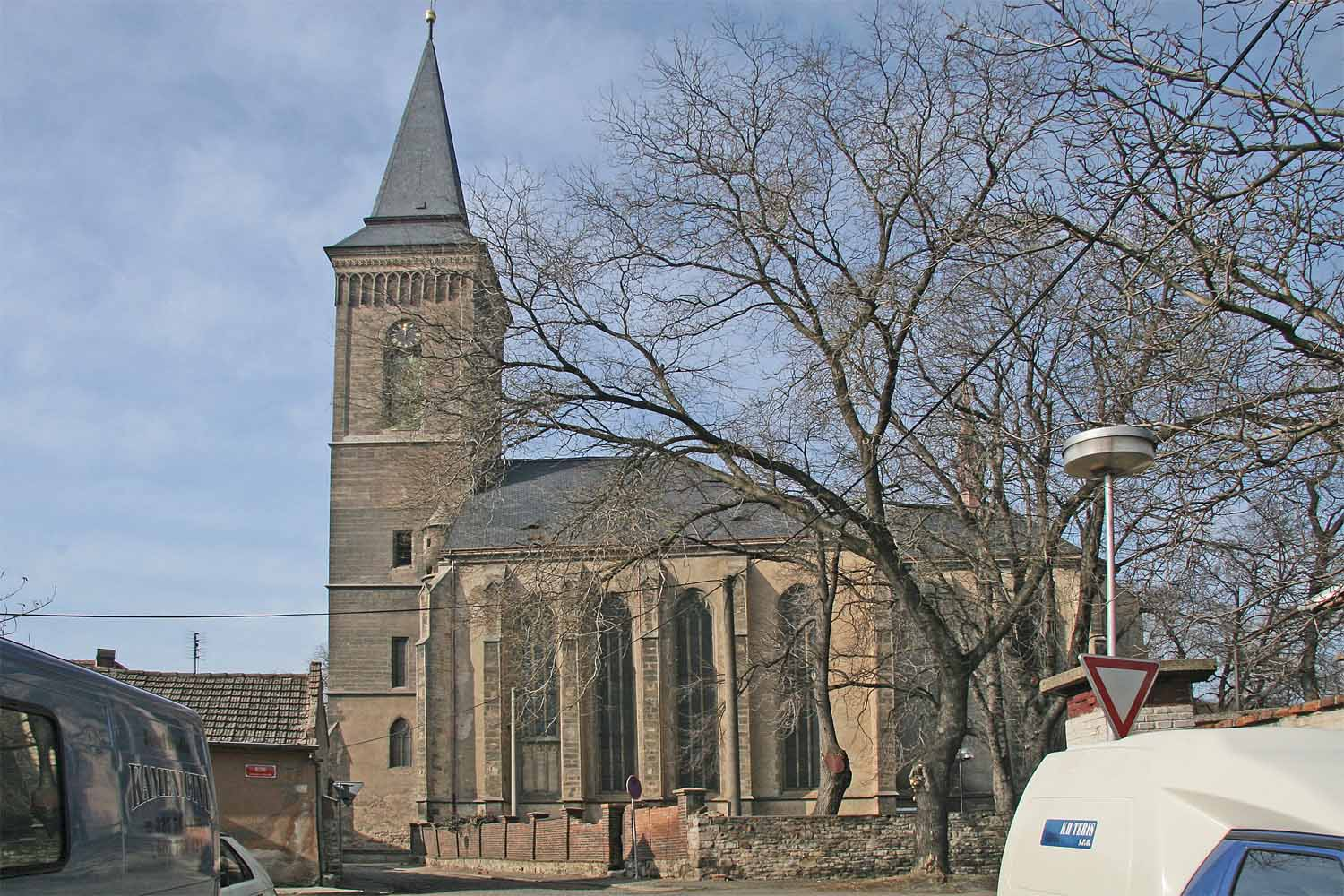
Kutná Hora - kostel Matky Boží Na Náměti

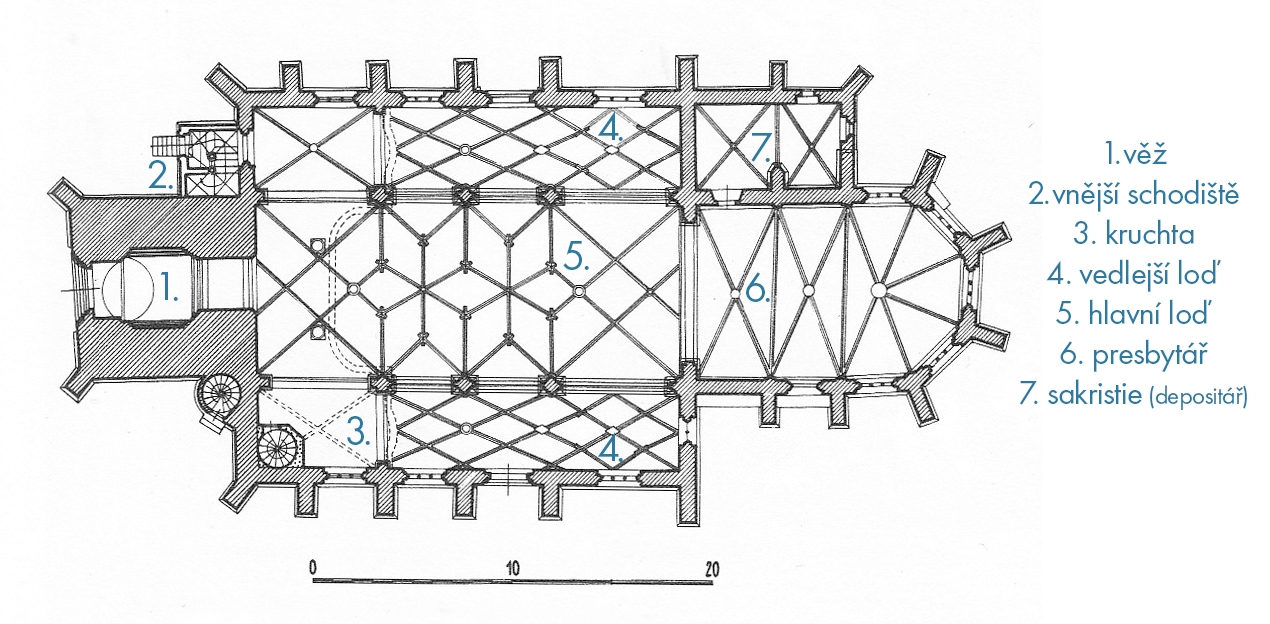
Půdorys kostela Panny Marie na Náměti

Kostel Panny Marie/Matky Boží Na Náměti je gotický kostel nacházející se ve městě Kutná Hora. Dříve se označoval také jako Dolní kostel. Je chráněn jako kulturní památka České republiky a je součástí městské památkové rezervace zapsané na Seznamu světového dědictví UNESCO.

## Historie
Kostel Panny Marie Na Náměti byl založen pravděpodobně na místě starší hornické kaple před rokem 1357. Spolu s kostelem sv. Jakuba patří k nejstarším kostelům v Kutné Hoře. První písemné zprávy o něm však pocházejí až z počátku 15. století. Inspiruje se slohem horního kostela sv. Jakuba, ale v mnohem jednodušší formě. Už v 15. století měl kostel věžní hodiny, které se ale původně nacházely níže. Lidé si stěžovali, že z dálky „nejsou pozérné“ a byly proto hodinářem Jakubem Vladykou přeneseny do dnešní polohy.
V okolí kostela bylo pozorováno spousta projevů poddolování. V roce 1622 se na hřbitově kostela, nedaleko domku hrobníka, propadla zemina s mrtvými těly, tady pohřbenými. Další propad se uskutečnil v roce 1741. V roce 1901 byl kvůli propadu zbourán dům čp. 418, 40 m vzdálený od kostela jihozápadním směrem. Během prováděných průzkumů byly nalezeny haldoviny a 30 metrů severovýchodně od presbytáře byla navrtána zasypaná šachta.

## Účel
Jeho hlavním účelem bylo místo posledního odpočinku obyvatel města na přilehlém hřbitově. K tomuto účelu se již od konce 19. století nevyužíval a v roce 1961 byl na jeho místě zřízen park. Jediný hrob zůstal zachován až do dnešní doby, a to rodiny Wroclawských.

## Exteriér
Kostel je vystavěn ve východní části města mimo městské opevnění. Jedná se o síňový trojlodní kostel čtvercového půdorysu s polygonálně uzavřeným presbytářem a výraznou západní hranolovou třípatrovou věží, vsazenou do osy portálu, stavěnou v duchu české gotiky a zdobenou pobělohorským znakem města a znaky šlichéřů, kverků (těžařů), mincířů (mincmistrů) a pregéřů (mincovních razičů). Dochází zde k neobvyklému prodloužení prostoru do délky a do výšky, proti ideálu české gotiky. Tímto se v době vzniku dosahovalo slavnostní vznešenosti a mystičnosti.

## Původní interiér
Poslední dva klenební útvary jsou zkráceny, dle ideálu české gotiky. Trojlodí se tím sevřelo. Původní překlenutí chóru se vyznačuje svou lehkostí a křehkostí. Klenbu chóru uzavírají sochařsky pojednané svorníky s motivy rozety a mužskou hlavou v listoví. Střed pětibokého závěru uzavírá svorník s Pannou Marií držící Ježíška, do kterého se sbíhá šest žeber, do nichž jsou vytesány postavy andělů a proroků. Dále najdeme v interiéru raně gotický sanktuář (schránku na ostatky) zdobený hlavou Ježíše se svatozáří.

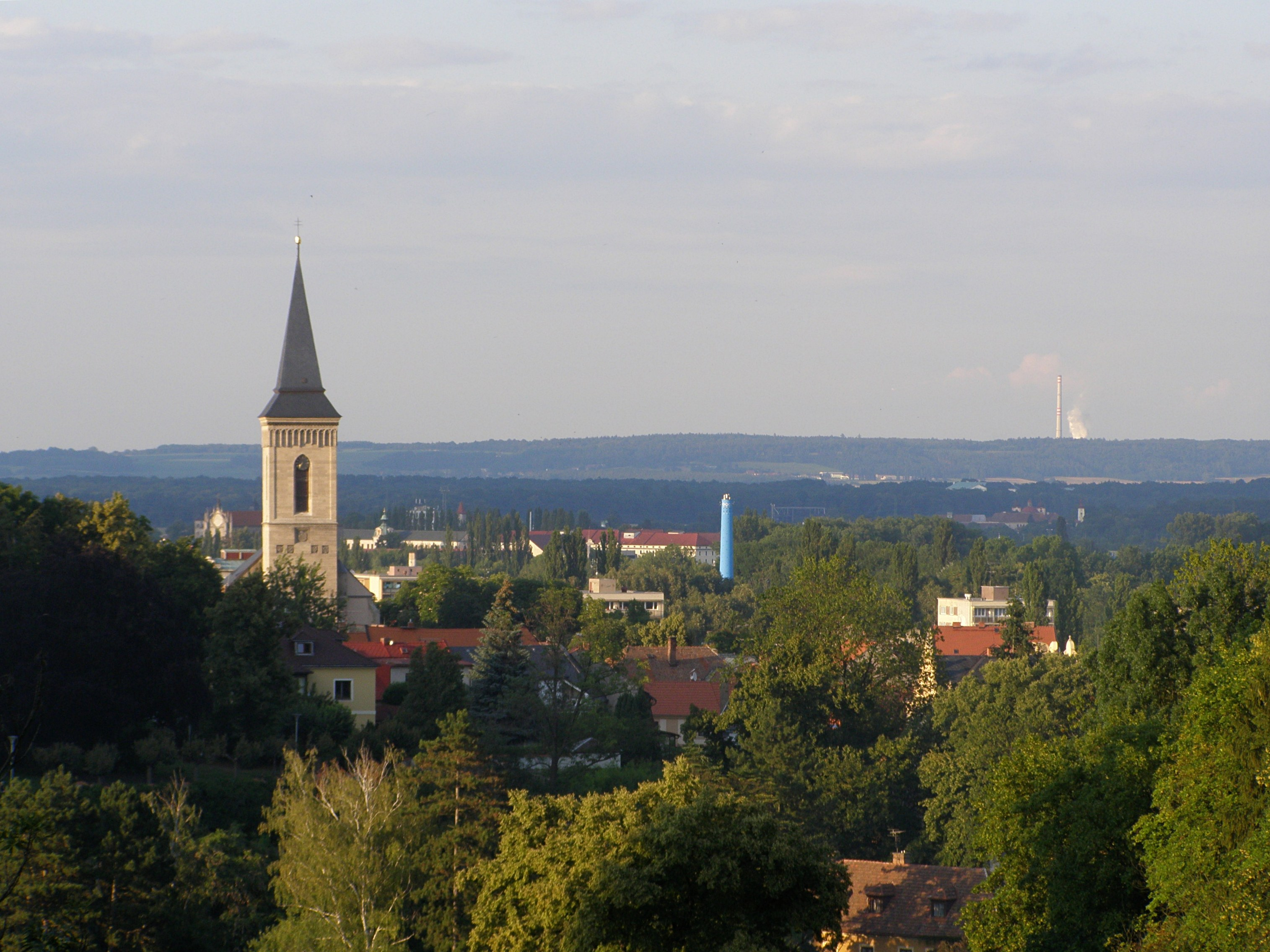
Výhled z ulice Barborská na severovýchod
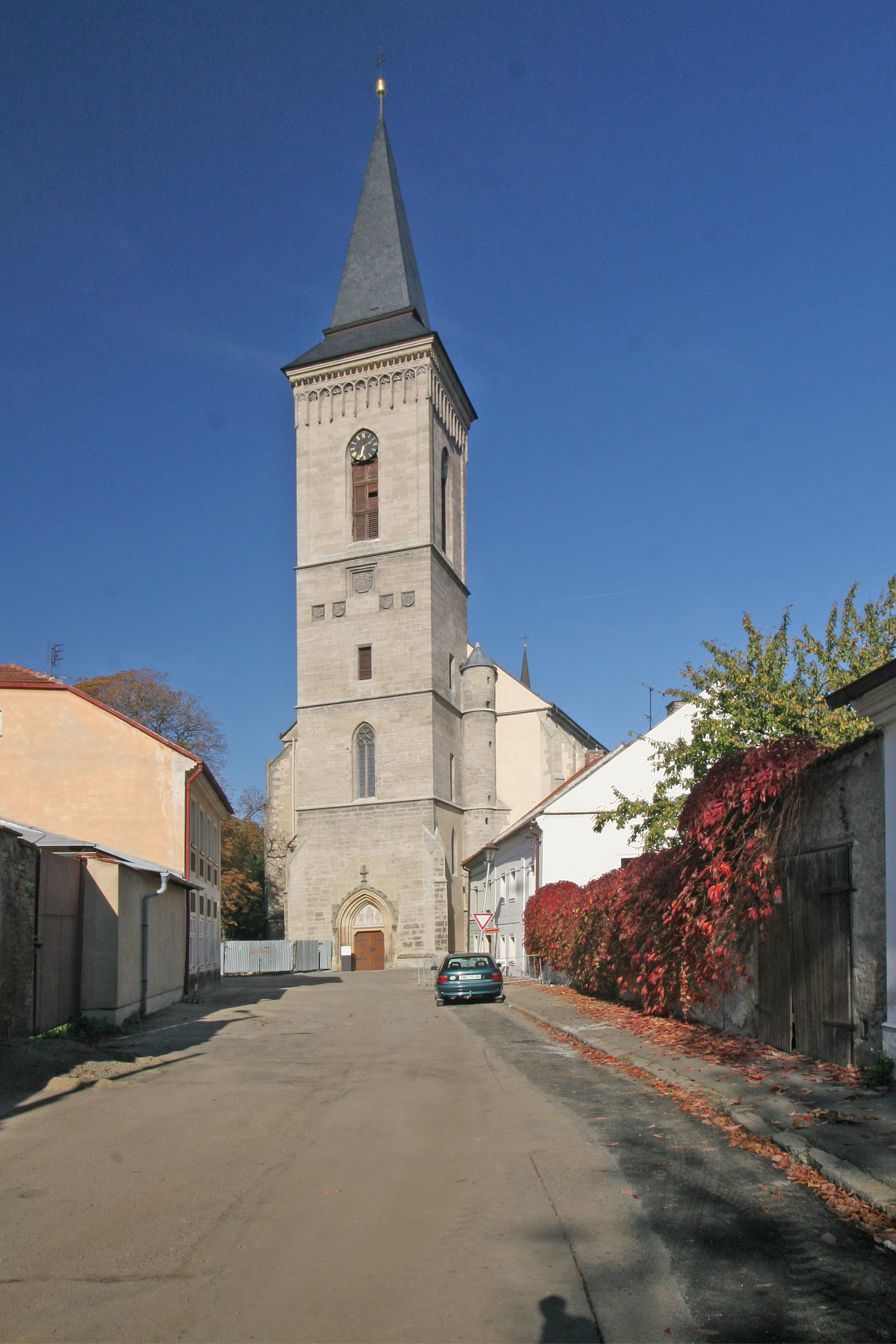
Věž vsazená do osy portálu
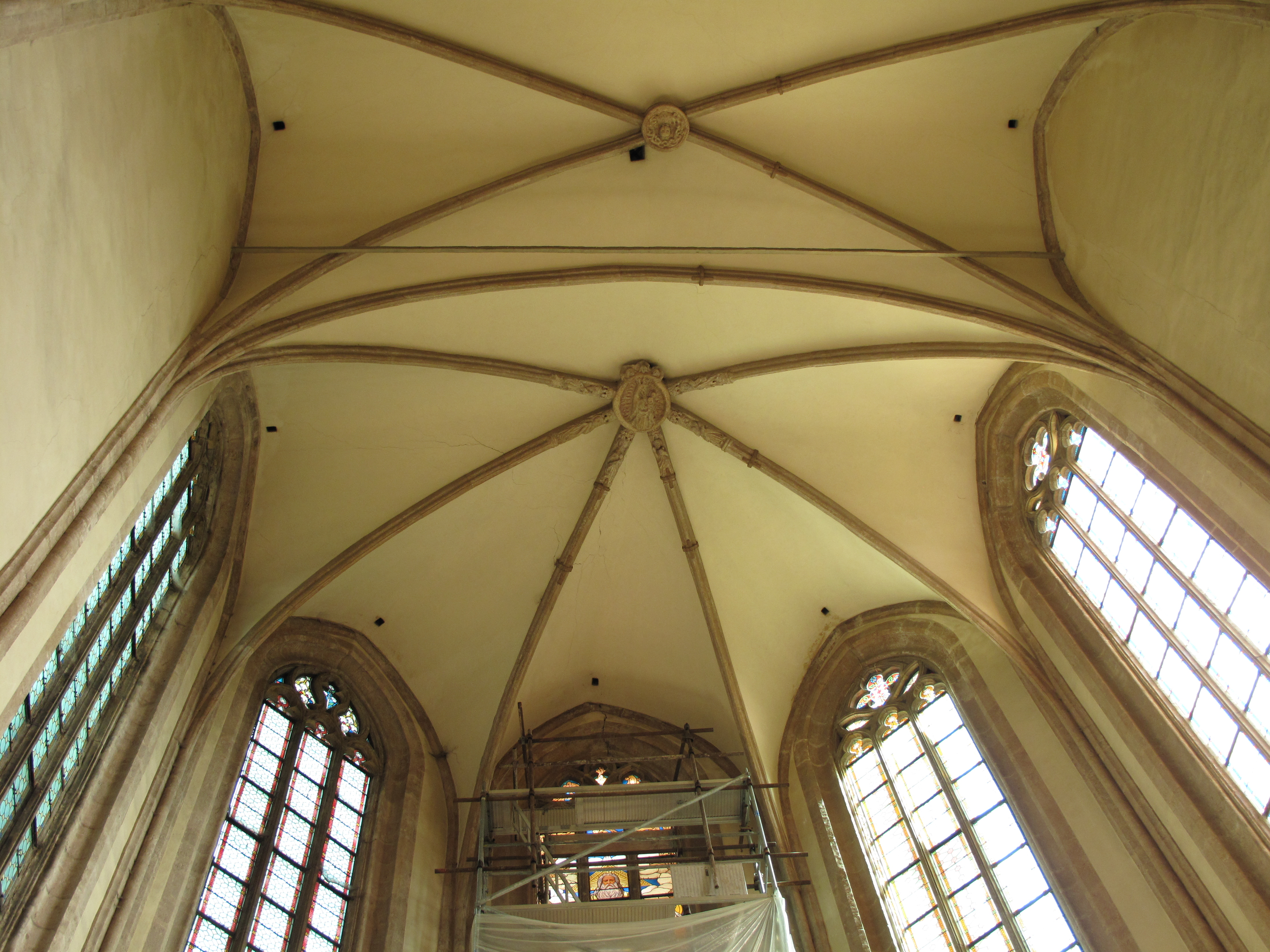
Zaklenutí chóru
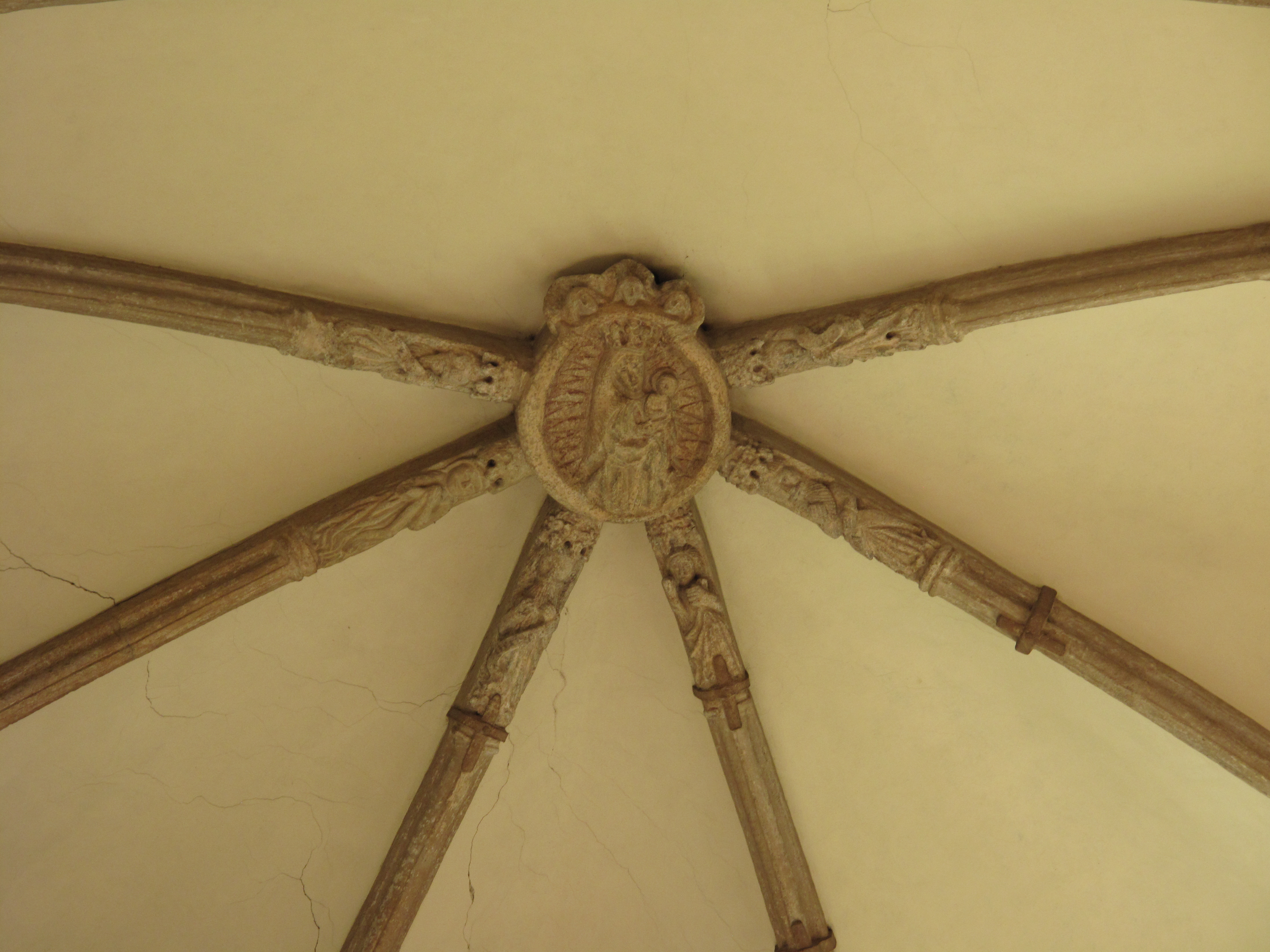
Svorník s Pannou Marií držící Ježíška

## Požáry
- 1470: Požár způsobil zásah blesku. Původní věž a klenba lodí se zřítily. Roku 1490 dokončila Rejskova huť dostavbu a opravu věže. V letech 1509-12 byly vztyčeny nové pilíře a vystavěna přetínaná síťová klenba a kružby trojdílných oken mezi opěrnými pilíři. Tyto zásahy jsou přičítány mistru Blažkovi. Později zde pracovali i kameníci svato-barborské huti, tentokrát již vyškolení Benediktem Rejtem. Na opravu přispívali farníci dary a penězi. Při této příležitosti byl vybaven interiér, a to především pozdně gotickým sanktuáriem Matěje Rejska, z roku 1504. V Rejtově stavební huti po roce 1513 vytvořil mimořádně hodnotnou kazatelnu Wendel Roskopf a vdechl ji perfektní technické zpracování i dramatickou dekorativnost. Pod baldachýny se nacházejí sochy církevních otců od jinak neznámého mistra Augustina. Kolem roku 1730 byla vestavěna západní barokní kruchta.

- 1751: Shořela pozdně gotická střecha věže.

- 1770: Velký požár celého města. Shořela celá původní stanová střecha nad trojlodím a roztavily se zvony.

- 1823: Shořelo téměř celé dolejší město. Stěží bylo zachráněno vnitřní vybavení a zvony.

- v letech 1886-1887 byl kostel novogoticky obnoven. Tehdy byl vytvořen nový portál věže, doplněna arkatura pod hlavní římsou a vzniklo i nové vnější schodiště.

- další obnova probíhala v období 1954-1958.

## Restaurátorské práce
Restaurování kostelní věže 2008-2010: Restaurování okenic věžních oken, kamenného pláště věže, kamenných reliéfů na západním průčelí věže, kostelních hodin a bronzových gongů.

### Program záchrany architektonického dědictví
V rámci Programu záchrany architektonického dědictví bylo v letech 1995-2014 na opravu památky čerpáno 11 995 000 Kč.
| rok    | 2005  | 2006  | 2007  | 2008  | 2009  | 2010 | 2011 | 2012 | 2013 | 2014 |
| ------ | ----- | ----- | ----- | ----- | ----- | ---- | ---- | ---- | ---- | ---- |
| částka | 2 000 | 1 850 | 1 500 | 2 300 | 1 100 | 460  | 935  | 550  | 600  | 700  |

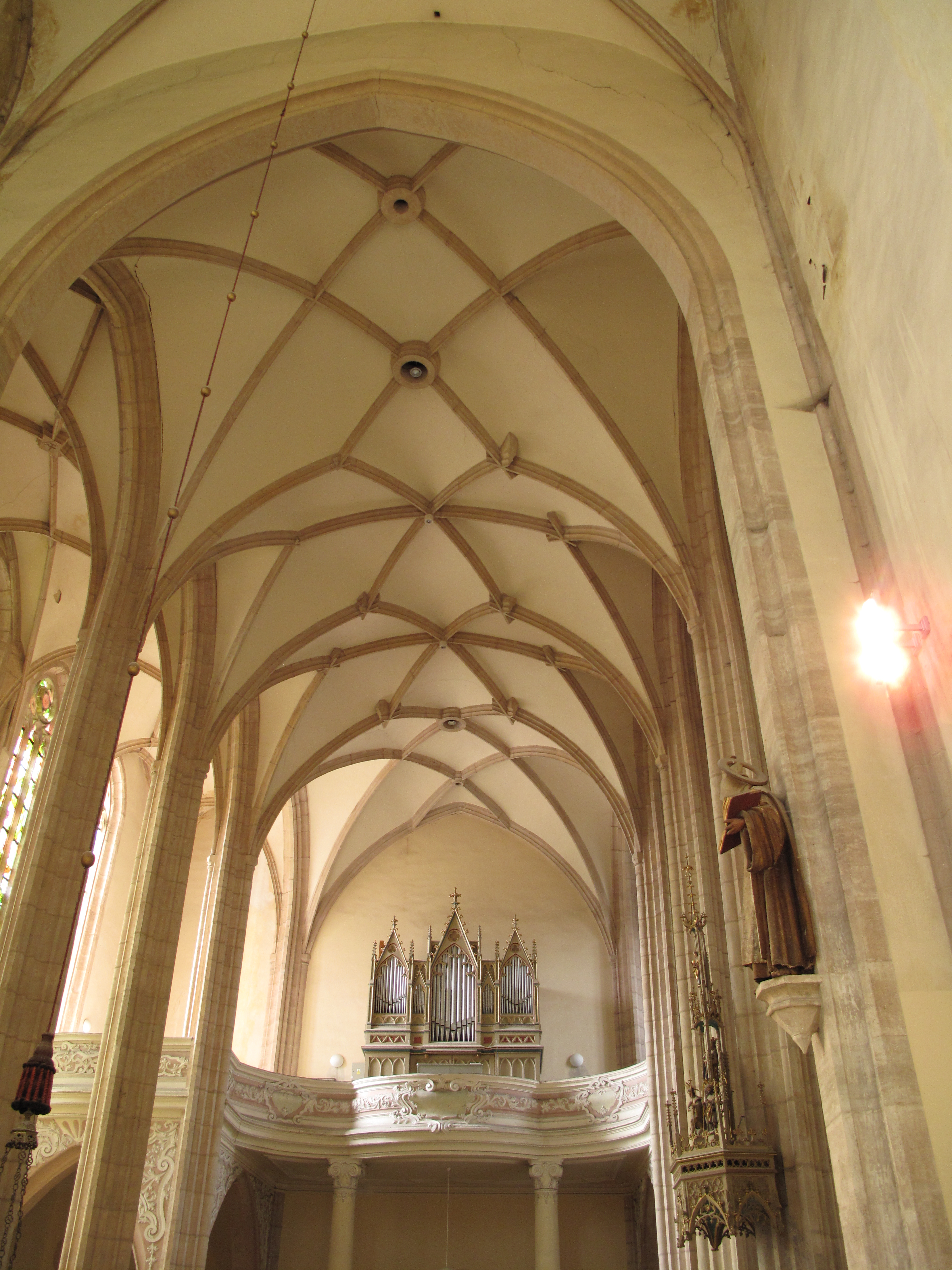
Přetínaná síťová klenba
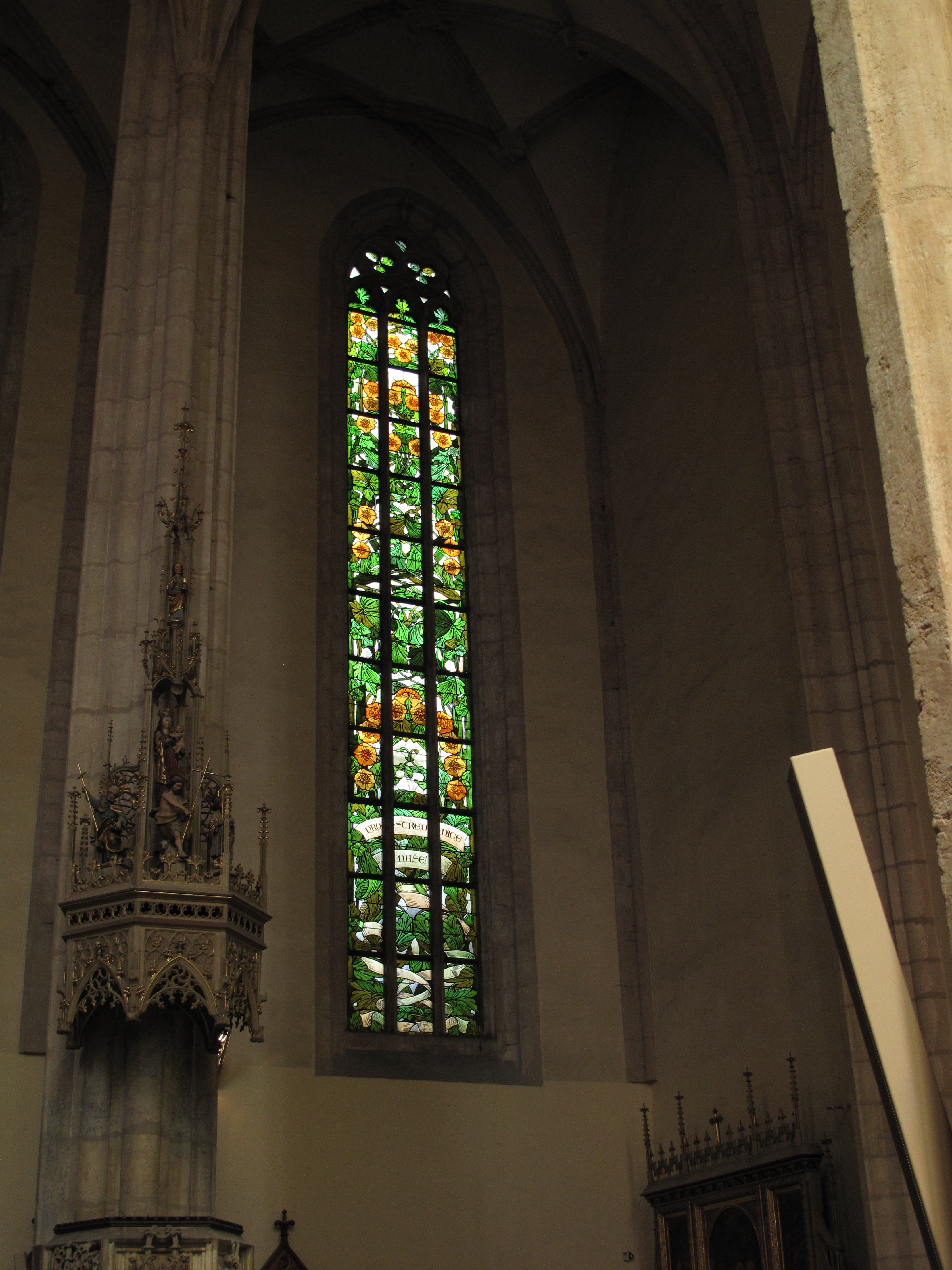
Trojdílné okno
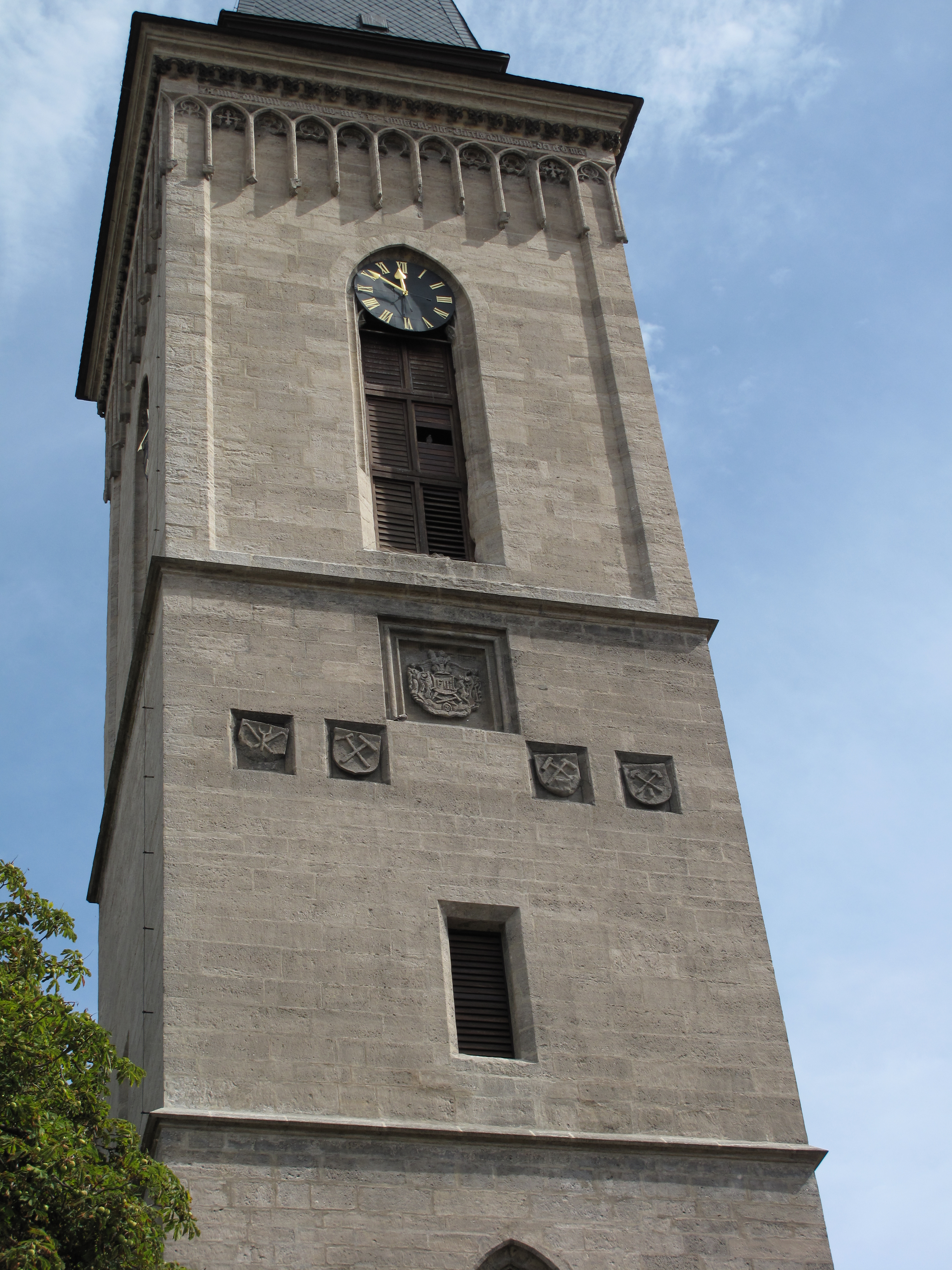
Věž s arkaturou pod hlavní římsou
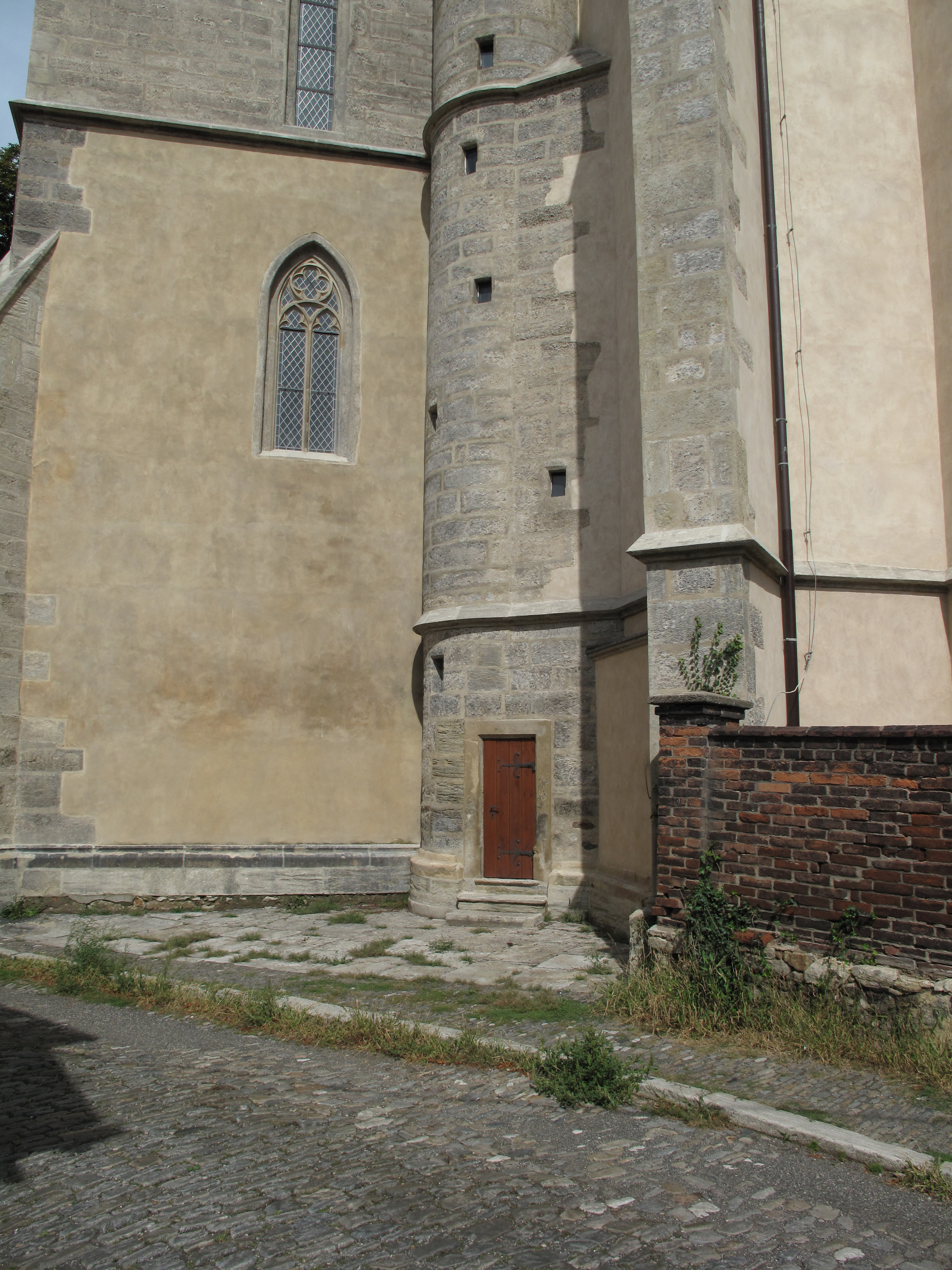
Vnější točité schodiště věže

## Architektonický popis současného stavu
- Presbytář má na jižní straně a v závěru pět oken s plaménkovými kružbami. Jeho dvě pole jsou zaklenuta křížovou klenbou a závěr sklenut paprsčitě na svazek přípor.

- Čtvercové trojlodí je zaklenuto sítí klínových přetínavých žeber, která jsou uložena na hluboce profilovaných pilířích křížového půdorysu (seskupené do třech trojic ve středu délky trojlodí). Sloupy a žebra tvoří arkády mezi loděmi. Mezi poslední pár pilířů a stěny byla kolem roku 1730 vestavěna barokní zvlněná kruchta s bohatou štukovou výzdobou.

- Třípatrová věž je z tesaných kvádrů, v přízemí je umístěn nový pseudogotický portál a vnější schodiště pocházející z konce 19. století. Ve 2. patře jsou původní znaky horníků a novější znak města. Pod hlavní římsou se nachází arkatura z 19. století. Uvnitř nalezneme předsíň sklenutou křížem.

## Vybavení - současný stav
- V presbytáři se nachází raně gotický výklenkový sanktuář s mřížkou, nad ním najdeme pod arkádou reliéfní Veraikon z konce 14. století.

- Hlavní oltář: původně pozdně gotická čtyřkřídlá archa s novogotickou architekturou F. Wachsmanna, uprostřed deskový obraz Nanebevzetí a Korunování Panny Marie, po stranách výjevy z jejího života, na predele Kristus v hrobě podpíraný anděly, vše od Mistra Diviše zvaného "z Hory" z roku 1506.
- Boční oltář v severní lodi: pozdně gotická trojkřídlá malovaná archa přenesená roku 1887 z chrámu sv. Barbory. Skládá se z dvojité predely bez nástavce. Uprostřed je deskový obraz Navštívení Panny Marie, na křídlech jsou 4 obrazy z Legendy o sv. Janu Křtitelovi podle námětu Albrechta Dürera. Zhotovil ho neznámý mistr z okruhu malíře Hanuše Elfeldara kolem roku 1515.

- Boční oltář v jižní lodi: pozdně gotická trojkřídlá archa na predelle bez nástavce. Uprostřed je deskový obraz sv. Anny Samotřetí. Na křídlech jsou postavy Krista, sv. Barbory, sv. Alžběty a sv. Jana Křtitele. Jedná se o práci z let 1511–1515 od neznámého kutnohorského mistra ovlivněného malíři německé renesance.

- Pozdně gotickou kazatelnu z opuky zhotovil Wendel Roskopf, v letech 1513–1514, v huti u kostela sv. Barbory (na kterém Wendel také pracoval), pod dozorem mistra Benedikta Rieda. Wendel Roskopf, tvůrce a kameník, vytesal svou značku do střední fiály čelního baldachýnu kazatelny. Uplatňuje zde rostlinné motivy: trnož, umně vyřešený ze sukovitého kmene, architektonických prutů, baldachýny, vimperky a konzoly ukazují dokonalou práci tohoto talentovaného kameníka. Kazatelna v kostele Panny Marie na Náměti je prvním doloženým dílem Wendela Roskopfa v Čechách. Vše ukazuje, že tato práce byla i jeho poslední v pozici tovaryše. Roku 1515 přijímá práci v Táboře, již jako samostatný mistr. Kazatelna stojí na naturalisticky pojednaném pískovcovém dříku polygonálního řečniště. Na řečništi pod baldachýnem se nacházejí busty čtyř církevních otců od Mistra Augustina z roku 1519–1520.

## Hrob malíře Petra Brandla
Uvnitř kostela byl v roce 1735 pohřben významný malíř barokní doby Petr Brandl. Při výměně dlažby v 60. letech 19. století měl být hrob nově označen pískovcovou čtvercovou dlaždicí s iniciály P. B. umístěnou před vstupem do presbytáře. Nakonec byla také na zdi umístěna ozdobná deska odkazující na toto místo. Již krátce poté bylo ale konkrétní umístění hrobu zpochybněno a následně označeno za mylné. Zůstalo ale do dnešní doby, a tak lze považovat toto vyznačení místa posledního odpočinku Brandla pouze za symbolické.

## Legenda
Jméno kostela „Na Náměti“ je podle pověsti odvozeno od „nametené“ stříbrné rudy, která při obchodování na zdejším tržišti padala ze stolů prodejců a následně byla tato ruda spadlá na zem používána k financování výstavby kostela.  Později přispívaly doly Flašary, Rousy a Zahrady ze své těžby.

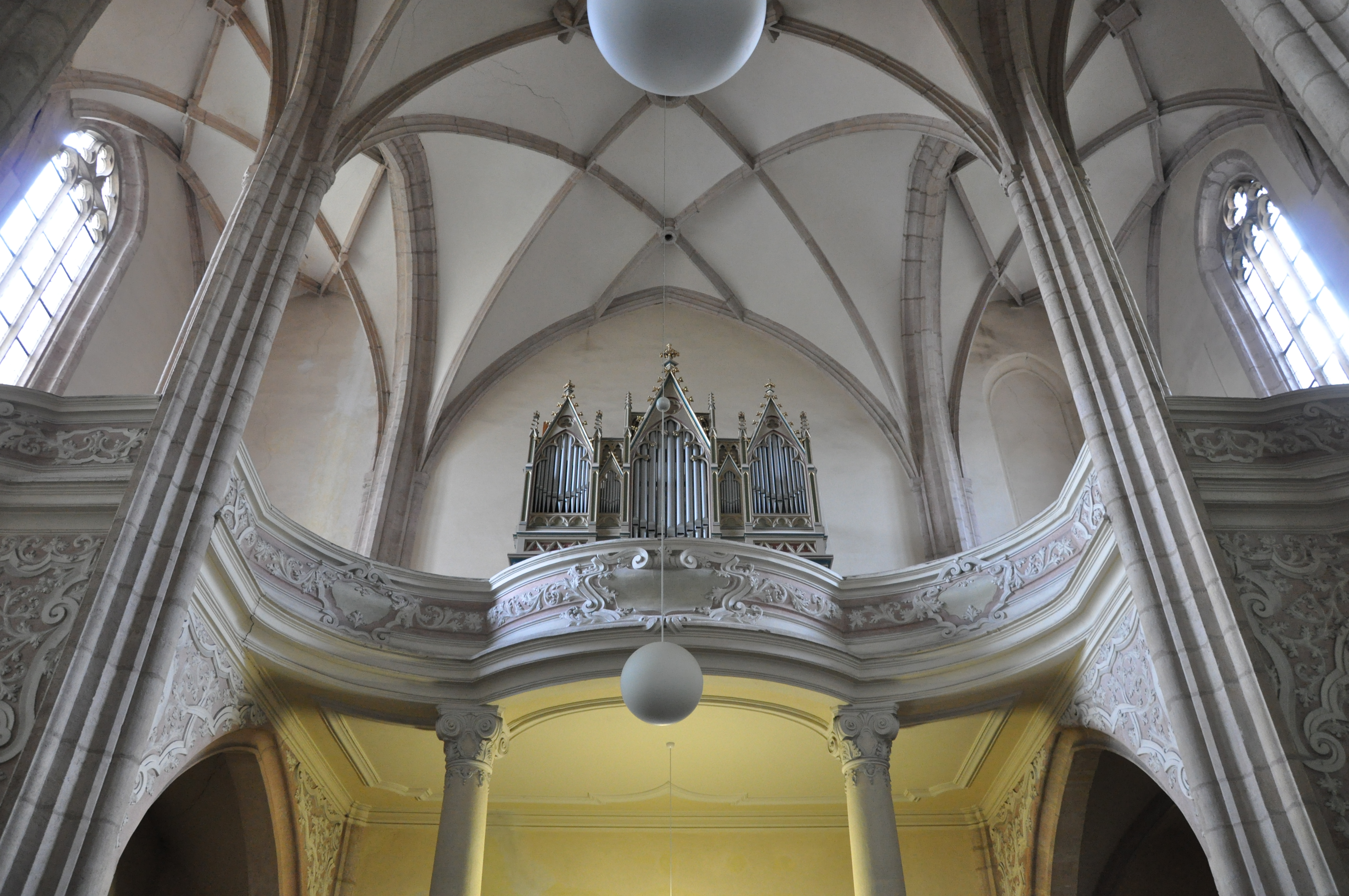
Zvlněná barokní kruchta
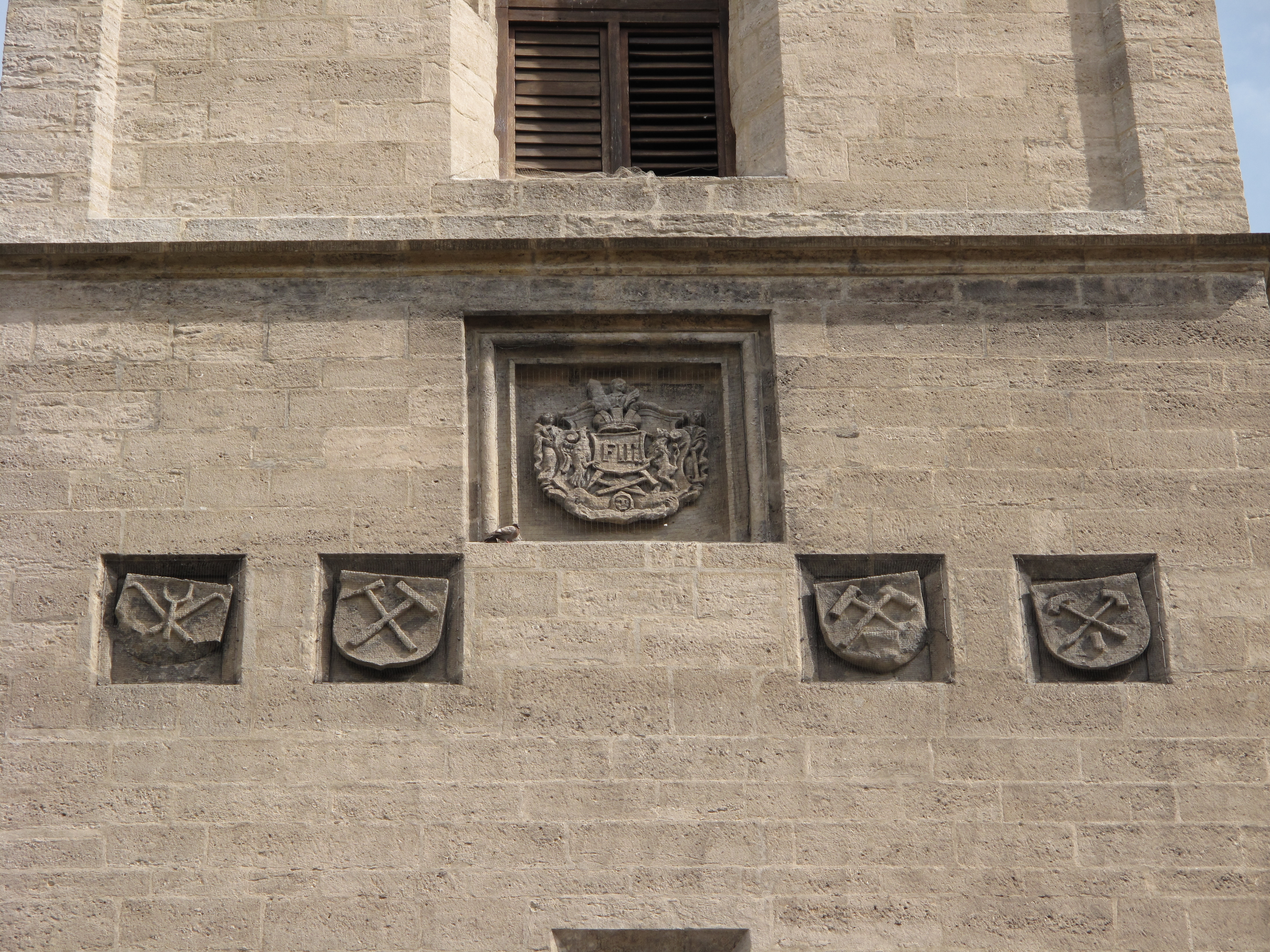
Původní znaky horníků a novější znak města na věži
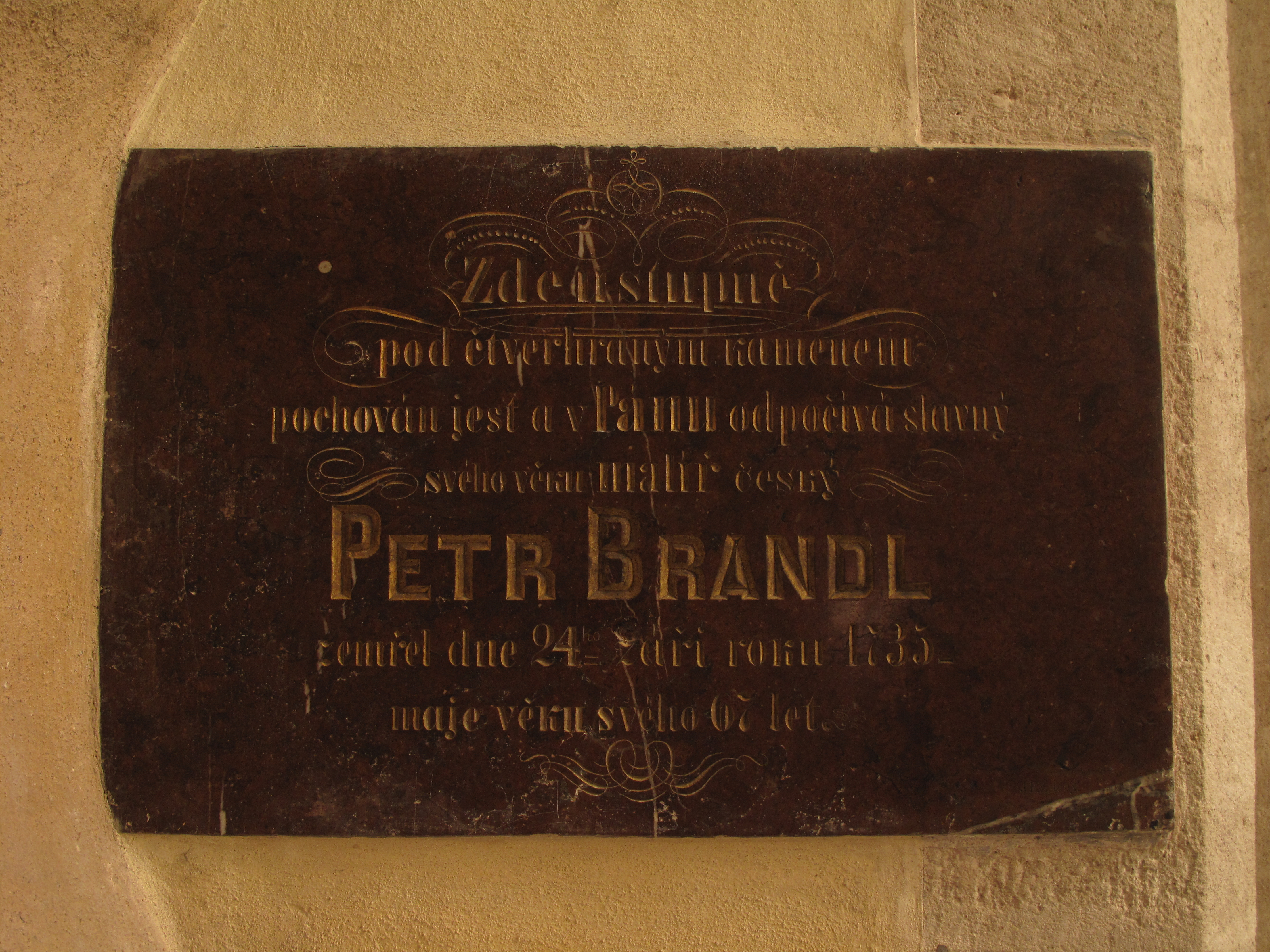
Pamětní deska informující o hrobu Petra Brandla
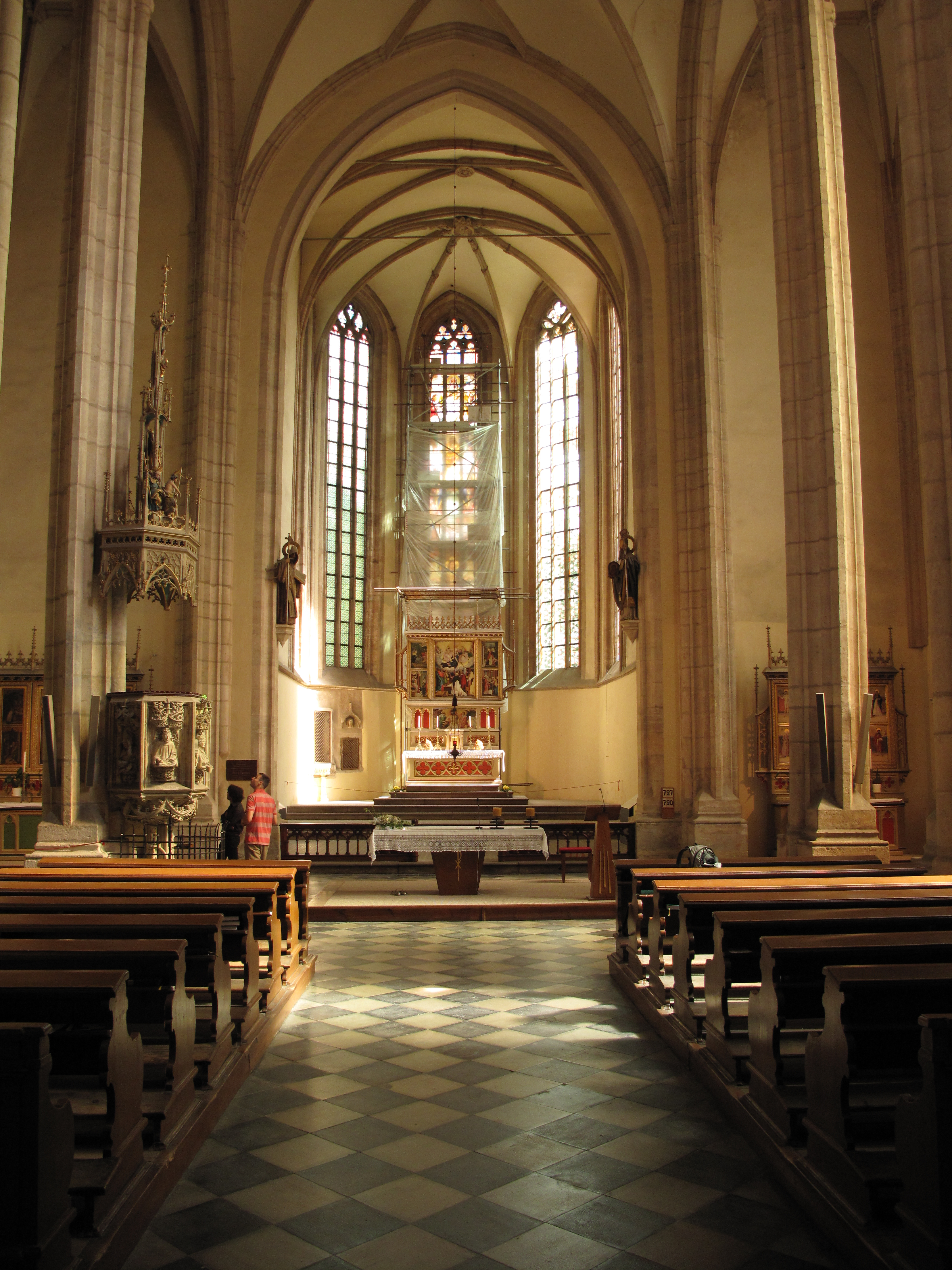
Pohled na hlavní oltář
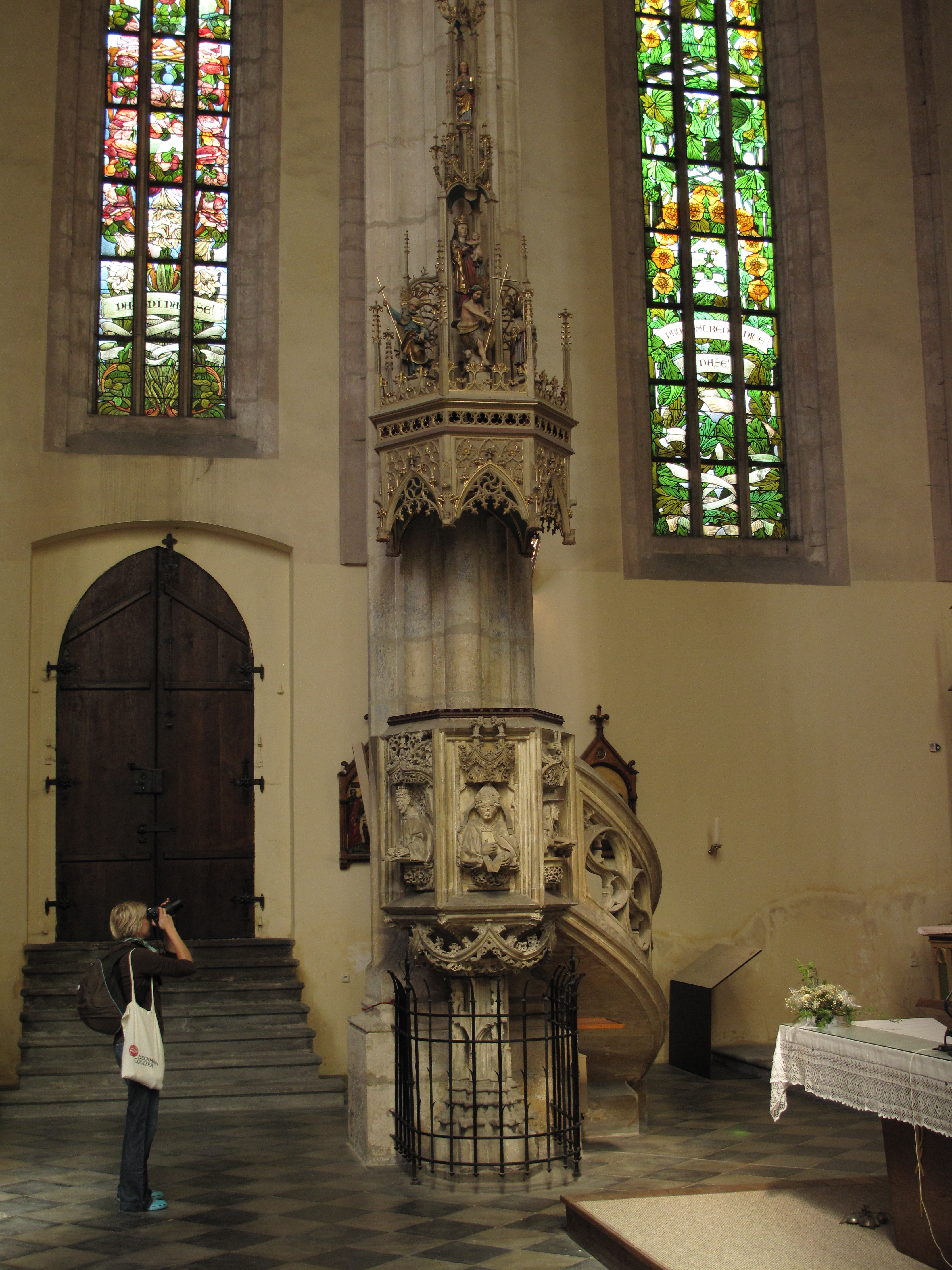
Kazatelna od Wendela Roskopfa
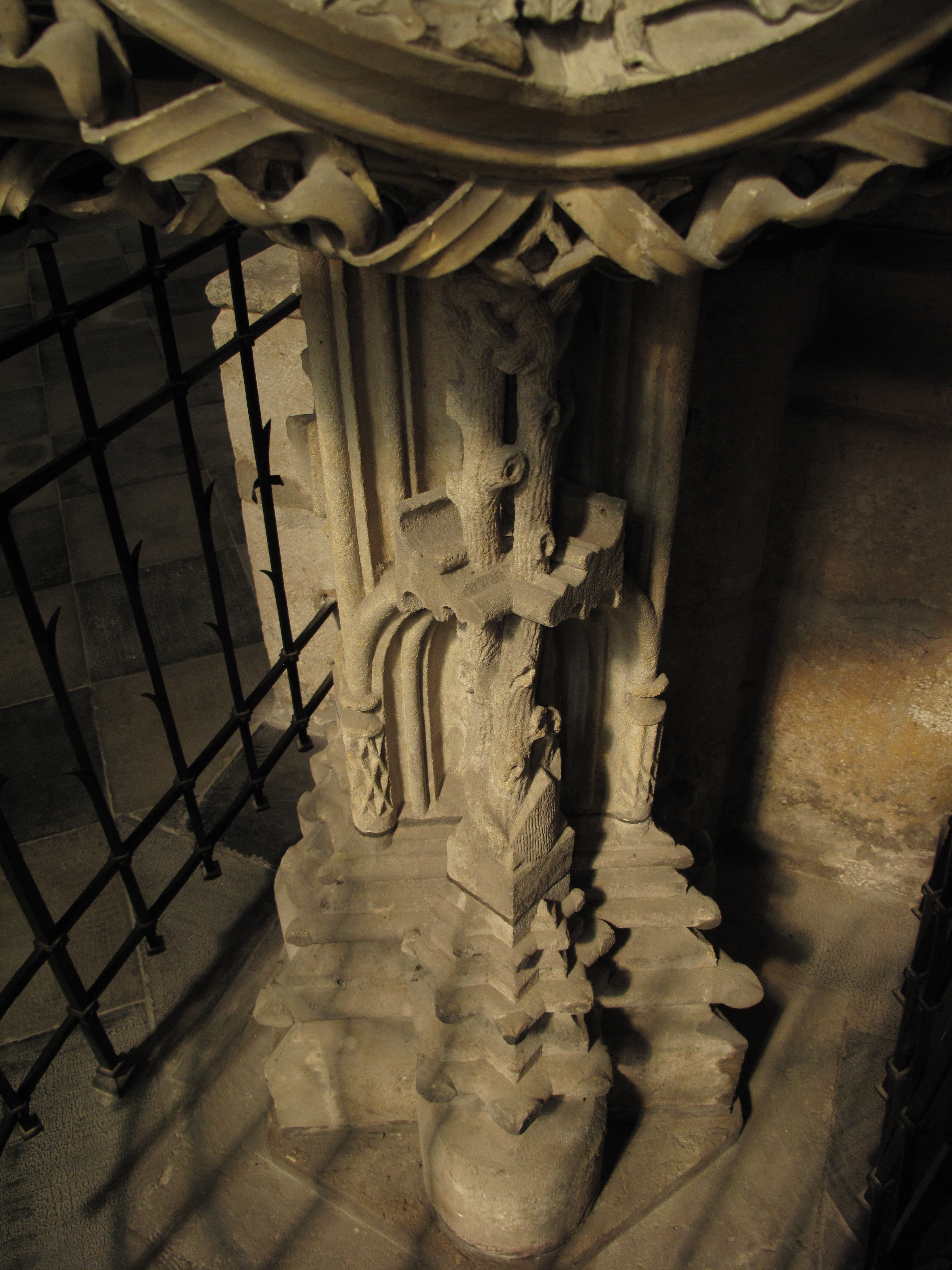
Dřík kazatelny
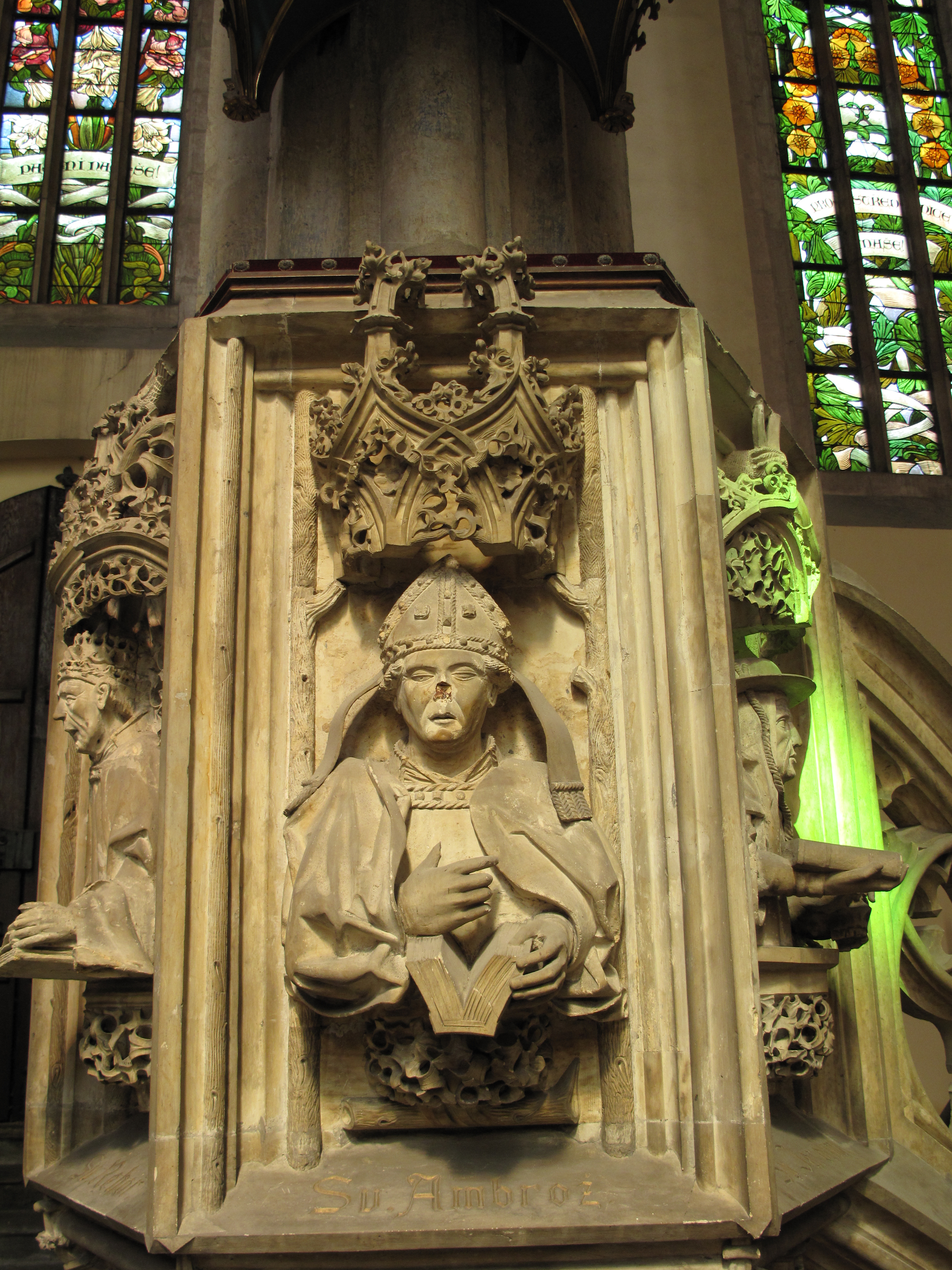
Busty církevních otců od Mistra Augustína